# چاه بهمن (سیرجان)
چاه بهمن یک روستا در ایران است که در بخش مرکزی شهرستان سیرجان واقع شده‌است. چاه بهمن ۲۷ نفر جمعیت دارد.